# Coexist
Coexist je druhé studiové album londýnské skupiny The xx, které bylo vydáno 5. září 2012.

## Seznam skladeb
1. „Angels“ – 2:51
2. „Chained“ – 2:47
3. „Fiction“ – 2:56
4. „Try“ – 3:15
5. „Reunion“ – 3:57
6. „Sunset“ – 3:38
7. „Missing“ – 3:33
8. „Tides“ – 3:01
9. „Unfold“ – 3:02
10. „Swept Away“ – 4:59
11. „Our Song“ – 3:13

## Obsazení
- Romy Madley Croft – kytara, vokály, klávesy (skladba 2)
- Oliver Sim – baskytara, vokály, syntezátor (skladba 3)
- Jamie xx – beaty, mix, klavír (skladby 3 a 10), varhany (skladby 4 a 5), steel bubny (skladba 5)
- Sarah Chapman – smyčce (skladba 8)
- Charlotte Eksteen – smyčce (skladba 8)
- Ivo Stankov – smyčce (skladba 8)
- James Underwood – smyčce (skladba 8)